# Benjaminia shawi
Benjaminia shawi là một loài tò vò trong họ Ichneumonidae.